# Андрухов Анатолій Петрович

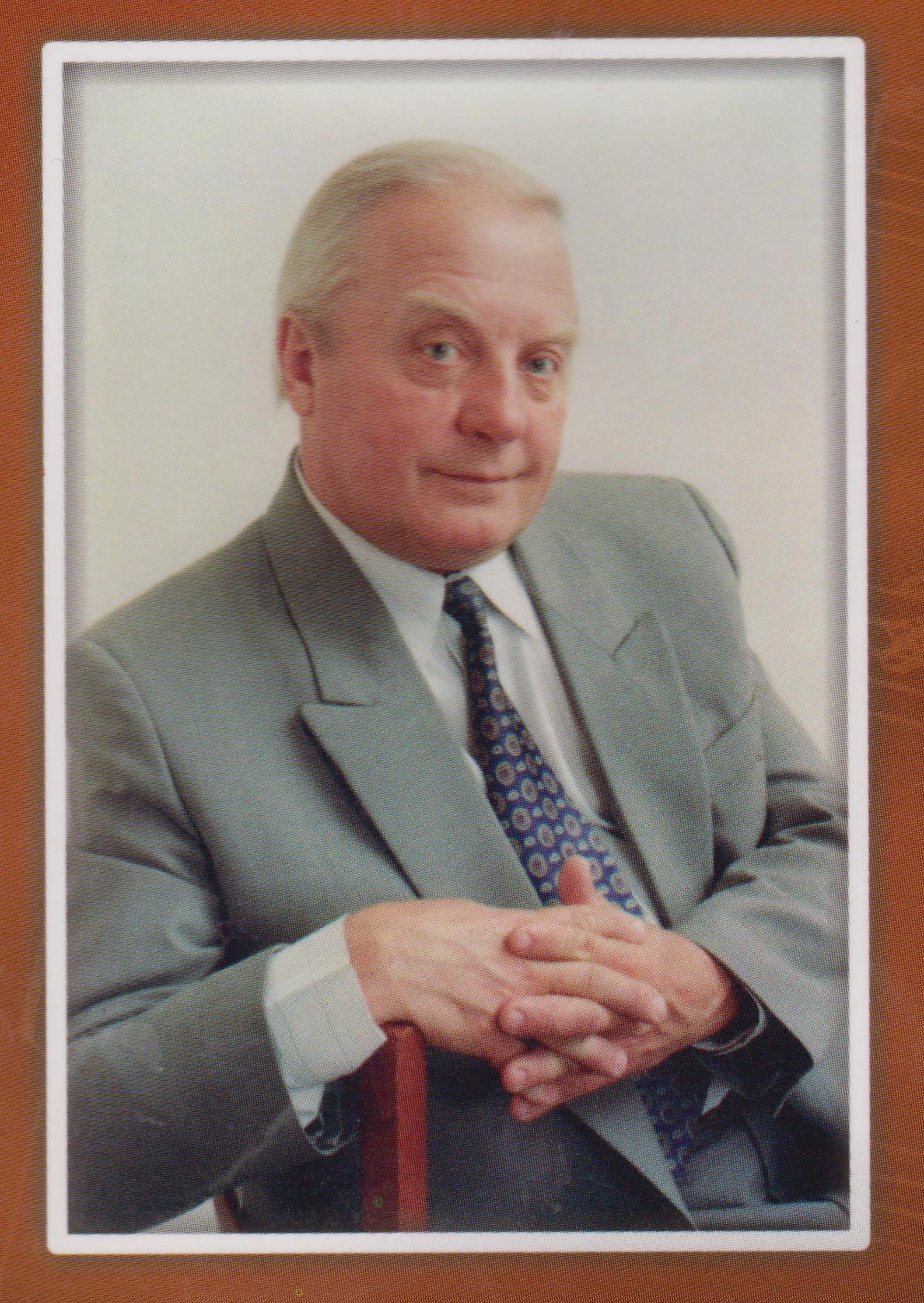
Анатолій Петрович Андрухов

Андрухов Анатолій Петрович (нар. 1 січня 1939, с. Перемилівка, Млинівський р-н, Рівненська обл. — пом. 12 березня 2010, м. Рівне) — керівник оркестру народних інструментів, педагог, Заслужений працівник культури України (1995 рік), лауреат обласної мистецької премії ім. Германа Жуковського. Член Рівненської обласної асоціації композиторів Всеукраїнської музичної спілки.

## Біографія
Народився 1 січня 1939 року в с. Перемилівка, Млинівського району, Рівненської області.
1959 року закінчив Дубенську дитячу музичну школу. Клас викладав Д. Рожко.
У 1963 році закінчив Рівненське музичне училище. Клас заслуженого діяча мистецтв України Г. Глотка — диригування, викладач П. Сурганова — баян.
У 1974 році — музично-педагогічний факультет Рівненського державного педагогічного інституту.
У 1963-1980-ті роки — викладач, заступник директора, директор Млинівської дитячої музичної школи.
1980—1985 роки — працює директором міжспілкового будинку художньої самодіяльності профспілок.
З 1985 року — заступник директора з навчально-виробничої роботи Рівненського музичного училища, вів клас диригування, допомагав студентам опановувати викладацьку майстерність, передавав досвід зі створення та організації оркестрів народних інструментів.
Засновник Млинівського самодіяльного народного оркестру народних інструментів — лауреата низки конкурсів та фестивалів.
З 1981 року очолював оркестр народних інструментів Острозького районного будинку культури. У 1990 році колектив першим в області перейшов на український склад та відроджував українську музику.
Помер 12 березня 2010 року. Похований на центральному кладовищі в смт. Млинів.
У жовтні 2016 року на Млинівщині започатковано обласний фестиваль народної музики «З дзвінкого джерела» імені Анатолія Андрухова

## Твори
1. Андрухов А. Від Ікви до Горині. — Рівне: Рівненська друкарня, 1996. — 69 с.
2. Андрухов А. Моя родина Україна: вокальні твори. — Рівне: Рівненська друкарня, 1994. — 100 с.
3. Андрухов А. Принеси мені сонце: навчально-методичний посібник для вчителів загальноосвітніх навчальних закладів та студентів музично-педагогічних факультетів «Теорія та практика виконавської інтерпретації вокально-хорових творів». — Рівне: РДГУ, 2007. — 98 с.
4. Андрухов А. Я пісням дарую крила: Вокально-хорові твори на слова О. Богачука. — Рівне: «Волинські обереги», 2002. — 90 с.